# Nelson Stepanian
Nelson Stepanian (en russe : Нельсон Георгиевич Степанян et en arménien : Նելսոն Գևորգի Ստեփանյան) né le 28 mars 1913 à Chouchi et mort le 14 décembre 1944 à Liepāja (aujourd'hui en Lettonie), est un aviateur soviétique d'ascendance arménienne de la Seconde Guerre mondiale. Il meurt lorsque son avion est abattu par l'ennemi. Il est Héros de l'Union soviétique.

## Hommages
- Un buste à son effigie lui rend hommage à Erevan. Il est situé dans le Parc des Enfants[3],

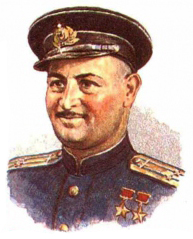
Portrait de Nelson Stepanian.
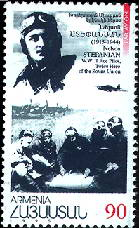
Timbre arménien lui rendant hommage.
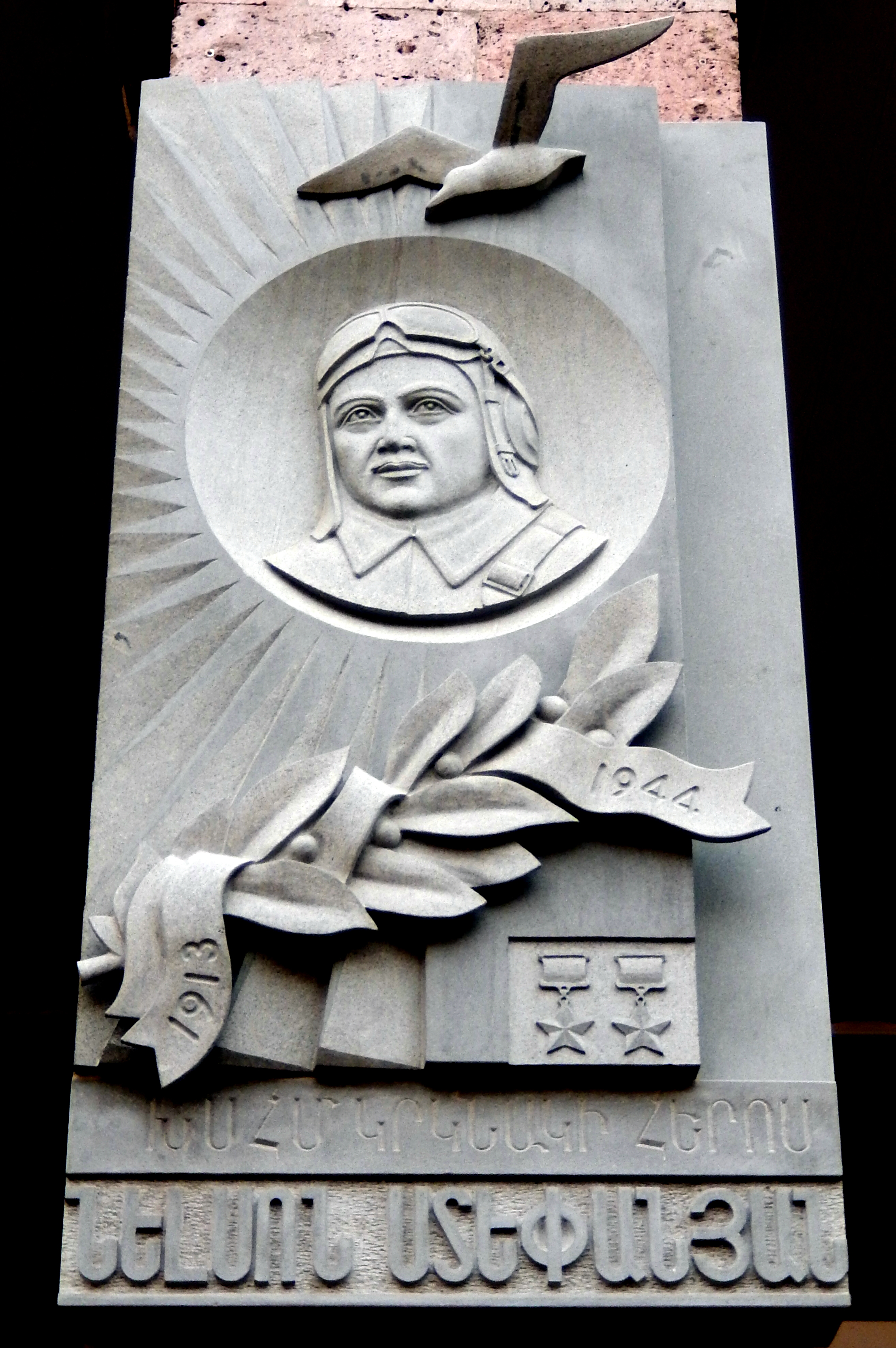
Plaque à Erevan.